# Ca’ Bembo

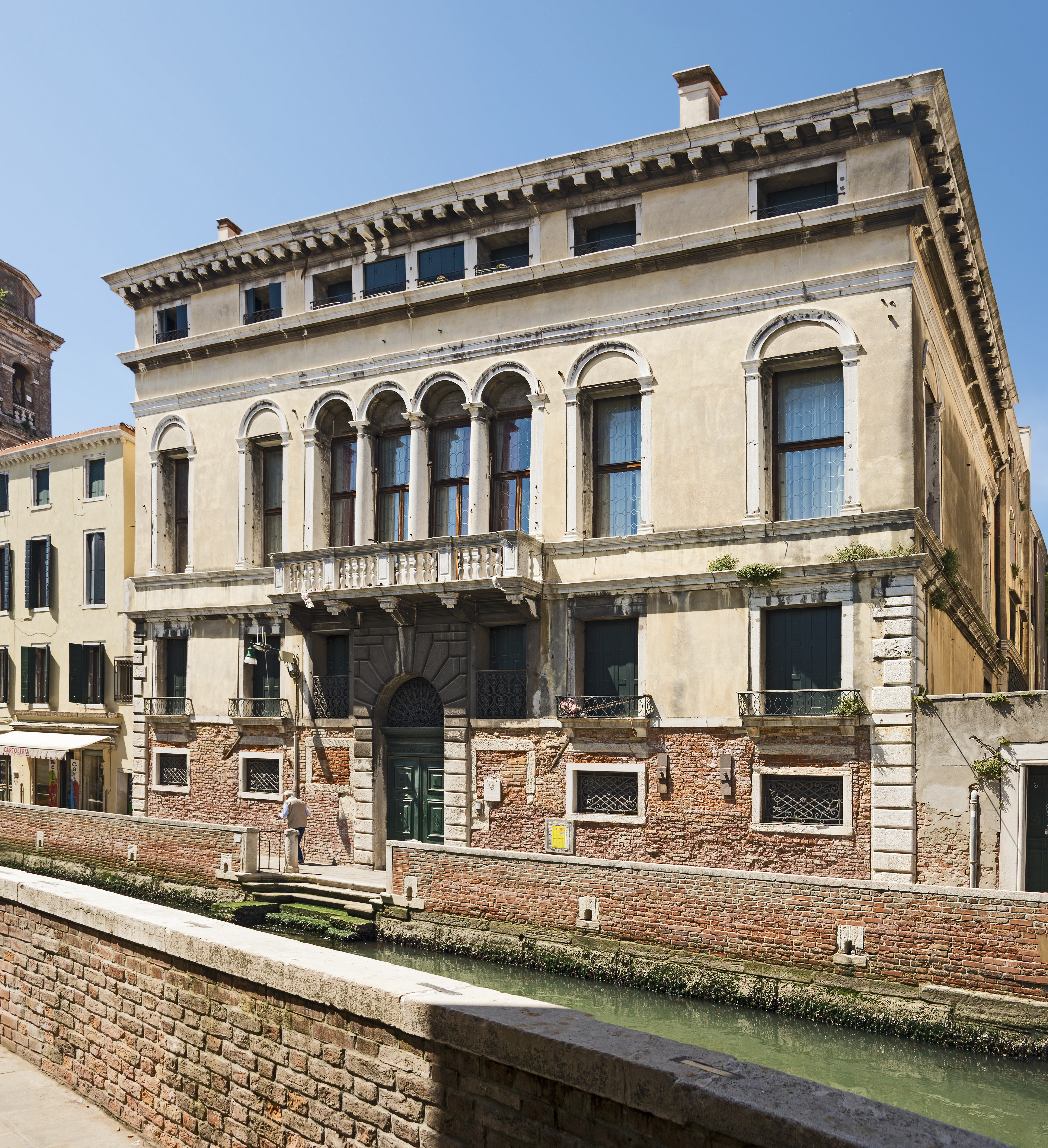
Ca’ Bembo oder Palazzo Marcello Sangiantoffetti

Ca’ Bembo, auch Palazzo Marcello Sangiantoffetti, ist ein Palast in Venedig in der italienischen Region Venetien. Er liegt im Sestiere Dorsoduro mit Blick auf den Rio di San Trovaso, in der Nähe der Kirche San Trovaso. Besonders bekannt ist er für seinen großen Garten.
Trotz seines Namens hat der Palast nichts mit der Familie Bembo zu tun, sondern ist mit einem Zweig der venezianischen Aristokratenfamilie Barbarigo verbunden, den Barbarigo di San Trovaso, und dort mit der Person des Dogen Agostino Barbarigo.

## Geschichte

### Ursprünge
Das Gelände, auf dem heute der Palast steht, war im Mittelalter mit einem Wohnkomplex bebaut, der dem Zweig der „Barbarigo de Osso Duro“ (bzw. „di Dorsoduro“) gehörte. Das Eigentum der Barbarigo an diversen Wohnhäusern am Rio di San Trovaso entlang ist in einem Teilungsakt von 1374 dokumentiert. 1464 wurden die Anwesen zwischen den Söhnen von Francesco „il Ricco“ Barbarigo aufgeteilt und das Eigentum an dem Grundstück, auf dem heute Ca' Bembo steht, fiel an den Erstgeborenen Girolamo Barbarigo.
Von dem gotischen Palast, der Girolamo Barbarigo gehörte, ist heute nur noch ein Brunnen mit dem Wappen der Familie Barbarigo erhalten, der der Werkstatt von Antonio Rizzo zugeschrieben wird und in den letzten Jahrzehnten des 15. Jahrhunderts entstand.

### Restaurierung durch Tintoretto und Sansovino
Der von Girolamo Barbarigo geerbte Palast wurde 1518 unter den Erben aufgeteilt. Mitte des 16. Jahrhunderts wurde er im Auftrag von Agostino Barbarigo, dem Neffen von Girolamo, in großem Umfang und ambitioniert künstlerisch und architektonisch umgestaltet, vielleicht anlässlich dessen verschwenderischer Hochzeit mit Lucia Pesaro am 30. April 1554.
Der Umbau des Gebäudes wurde von Jacopo Sansovino durchgeführt, der, inspiriert von den Renaissancewerken in Rom und Florenz, selbst in diesen Jahren die Fabbricche Nuove von Rialto aufbaute. Das Portal und der Wechsel der Gesimse tragen seine Handschrift, wogegen die vielseitige Verwendung von korinthischen Konsolen und dorischen Kapitellen an der Fassade des Hauptgeschosses zur Vermutung über die Beteiligung anderer Baumeister geführt haben.
Weiters gab Agostino Barbarigo bei Jacopo Tintoretto einen Freskenring an der Fassade in Auftrag, der heute aber nicht mehr existiert. Im 17. Jahrhundert schrieb Carlo Ridolfi in seinen Maraviglie dell'arte, die zu einer Zeit entstanden, als der Palast bereits nicht mehr der Familie Barbarigo gehörte:

„unter den Freskenwerken erhielt die Fassade der Casa Marcello di San Gervasio, San Trovaso genannt, die ersten Applause, wo Tintoretto vier Fabeln des Ovid malte. Von Jupiter und von Semele, von Apollon, der Marsala enthäutet; und von der Morgenröte, Abschied von Triton nimmt; und von Cybele, von Türmen über einem von Löwen gezogenem Wagen gekrönt. Darüber brachte er ein langes Fries an, in das Körper von Männern und nackten Frauen eingefügt sind, so lebendig und frisch, dass sie wie Lebende erscheinen. Darüber hinaus ist es die merkwürdigste Verkettung von Figuren, die der Maler hätte erfinden können.“

### Weitere Geschichte des Palastes
Nachdem Pietro Barbarigo, Sohn von Agostino Barbarigo, 1618 ohne Erben auf Korfu verstarb, fiel der Palast über einen komplexen Ring von Erbansprüchen an die Familie Marcello und von ihr an die Familie Sangiantoffetti – nach dem die Fondamenta vor dem Palast benannt ist –, die die Umgestaltung und Ausschmückung der Innenräume des Palastes vorantrieben und damit den Maler Costantino Cedini aus Padua beauftragten.
Anfang des 20. Jahrhunderts befand sich der Palast in Besitz des Reeders und Artillerieoffiziers Dott. Giuseppe Calzavara, Adliger von Castelmauro. In den 1940er-Jahren erbte ihn seine Tochter, Angela Vittoria Calzavera di Castelmauro und verkaufte ihn 1969.
Heute beherbergt der Palast den Fachbereich Sprachen der Universität Venedig.

## Beschreibung
Die Hauptfassade des Palastes zum Rio di San Trovaso hin erstreckt sich über vier Stockwerke: Im Erdgeschoss, das aus unverputztem Ziegelmauerwerk besteht, liegt in der Mitte ein großes Rundbogenportal, flankiert von zwei Paaren rechteckiger Fenster. Das Portal ist in Bossenwerk gerahmt und erstreckt sich bis in das Zwischengeschoss, in dem es von je einem einzelnen Rechteckfenster und zwei Paaren von Rechteckfenstern flankiert wird. Im Hauptgeschoss befindet sich in der Mitte ein Vierfach-Rundbogenfenster mit einem gemeinsamen, vorspringenden Balkon. Zu beiden Seiten gibt es je ein Paar von einzelnen Rundbogenfenstern. Das Zwischengeschoss unter dem Dach hat in der Mitte ein Vierfach-Rechteckfenster, flankiert von zwei Paaren einzelner Rechteckfenster. Die Fassade ist im Bereich der beiden Zwischengeschosse und des Hauptgeschosses verputzt und beige gestrichen. Zwischen Erd- und Zwischengeschoss gibt es ein einfaches Gesims, zwischen Zwischen- und Hauptgeschoss sowie zwischen Haupt- und Zwischengeschoss unter dem Dach je ein doppeltes Gesims. Die Fassade schließt mit einer gezahnten Dachtraufe nach oben ab. Im Bereich des Erd- und des Zwischengeschosses sind die Gebäudeecken mit Ecksteinen versehen. Alle Fensterrahmen, Gesimse, Ecksteine und der Balkon bestehen aus istrischem Kalkstein.

## Kontroversen
Im November 2013 wurde der Palast Objekt eines kontroversen Prozesses des Immobilientausches, den der Rektor Carlo Carraro anstieß. Er wollte ihn zusammen mit dem Palazzo Cappello Layard und dem Palazzo Cosulich gegen ein Anwesen aus dem Immobilienfonds von Uno Energia tauschen. Dieses Vorgehen war in der Stadt Venedig sehr umstritten, da man die Umwandlung in Hotels befürchtete. Der Prozess, der großes öffentliches Aufsehen erregt hat, wird derzeit auf Betreiben von Giulio Marcon, Davide Zoggia, Michele Mognato und Giulia Narduolo parlamentarisch untersucht. Der Rektor verteidigte dagegen den Verkauf der historischen Paläste in Hinblick auf die Konsolidierung der Konten, indem er tiefgreifende Konsequenzen für die Bilanzen der nächsten sechs Jahre voraussagte. Gleichermaßen war die Schließung des großen Gartens, der von der benachbarten Schule Ranier Michieli genutzt wurde, wegen des Verdachts der Verschmutzung ein Grund für eine Kontroverse. Anschließende Tests von Privatpersonen haben die Anwesenheit von Dioxin enthüllt, aber die Universität hat bestritten, davon vorher gewusst zu haben.